# Antal Dunai
Antal Dunai (* jako Antal Dujmov 21. března 1943, Gara) je bývalý maďarský fotbalista a trenér.
Hrál útočníka za Dózsu Újpest. Byl na OH 1964 (zlato), 1968 (zlato) a 1972 (stříbro) a na ME 1972.

## Hráčská kariéra
Antal Dunai hrál útočníka za Pécsi Dózsa, Dózsu Újpest, Debrecen, Chinoin a Simmering. S Dózsou Újpest vyhrál 7× v řadě maďarskou ligu a on sám se stal 3× králem střelců. Přišly i mezinárodní úspěchy: finále Veletržního poháru 1969 a semifinále Poháru mistrů 1974.
V reprezentaci hrál 31 zápasů a dal 9 gólů. Byl na ME 1972. S olympijským týmem vyhrál zlato na OH 1964 (tam ale nezasáhl do hry) a OH 1968 a stříbro na OH 1972.

## Trenérská kariéra
Dunai trénoval několik klubů a reprezentaci do 21 let.

## Úspěchy

### Klub
Ujpest
- Maďarská liga (7): 1969, 1970, 1971, 1972, 1973, 1974, 1975
- Maďarský pohár (3): 1969, 1971, 1975

### Reprezentace
Maďarsko olympionici
- 1. místo na OH : 1968
- 2. místo na OH : 1972

### Individuální
- Král střelců maďarské ligy (3): 1967, 1968, 1970